# Hysterobrevium constrictum
Hysterobrevium constrictum är en svampart som först beskrevs av N. Amano, och fick sitt nu gällande namn av E. Boehm & C.L. Schoch 2009. Hysterobrevium constrictum ingår i släktet Hysterobrevium och familjen Hysteriaceae.   Inga underarter finns listade i Catalogue of Life.